# Townsend (Delaware)
Townsend é uma vila localizada no estado americano de Delaware, no condado de New Castle. Foi incorporada em 1885. Com quase 3 mil habitantes, de acordo com o censo nacional de 2020, é a 19ª localidade mais populosa e a quinta mais densamente povoada do estado.

## Geografia
De acordo com o Departamento do Censo dos Estados Unidos, a vila tem uma área de 2,69 km², dos quais 2,68 km² estão cobertos por terra e 0,01 km² (0,1%) por água.

### Localidades na vizinhança
O diagrama seguinte representa as localidades num raio de 24 km ao redor de Townsend.

## Demografia
Desde 1900, o crescimento populacional médio, a cada dez anos, é de 43,8%.

### Censo 2020
Segundo o censo nacional de 2020, a sua população é de 2 717 habitantes e sua densidade populacional de 1 012,4 hab/km². Seu crescimento populacional na última década foi de 32,6%, bem acima do crescimento estadual de 10,2%. É a 19ª localidade mais populosa e a quinta mais densamente povoada do Delaware.
Possui 797 residências que resulta em uma densidade de 297,0 residências/km² e um aumento de 28,3% em relação ao censo anterior. Deste total, 3,9% das unidades habitacionais estão desocupadas. A média de ocupação é de 3,5 pessoas por residência.
A renda familiar média é de 119 417 dólares e a taxa de emprego é de 72,0%.

## Marcos históricos
O Registro Nacional de Lugares Históricos lista cinco marcos históricos em Townsend. O primeiro marco foi designado em 8 de maio de 1986 e o mais recente em 20 de junho de 2019, o Taylor's Bridge School.